# Kostel svatého Josefa (Petlery)
Římskokatolický kostel svatého Josefa stával v Petlerech v okrese Chomutov. Až do svého zániku býval filiálním kostelem v klášterecké farnosti.

## Historie

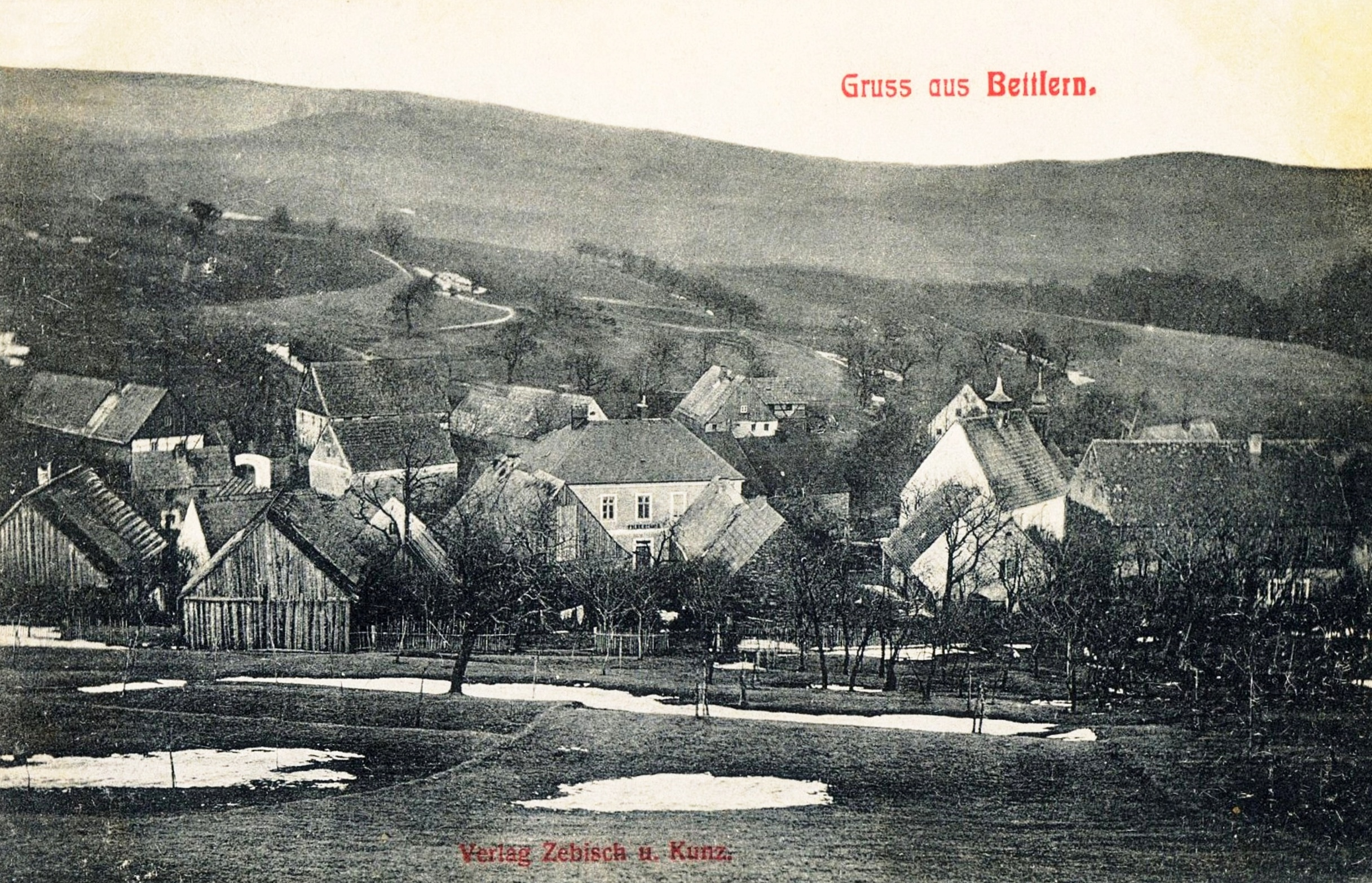
Petlery na dobové pohlednici, kostel je na snímku vpravo

Gotický kostel byl na petlerské návsi postaven v průběhu patnáctého století. Ve druhé polovině sedmnáctého a na přelomu sedmnáctého a osmnáctého století byl přestavován. K jeho zboření došlo v sedmdesátých letech dvacátého století i přes odpor místních obyvatel neoprávněně během demolic objektů souvisejících se stavbou vodní nádrže Přísečnice.

## Stavební podoba
Jednolodní kostel měl obdélný půdorys a odsazený presbytář zaklenutý křížovou klenbou se sakristií na severní straně. Ze střechy na východní straně vybíhala sanktusová vížka.

## Zařízení
Hlavní oltář z doby okolo roku 1700 doplňovaly sochy svaté Kateřiny a svaté Barbory z počátku šestnáctého století.